# محطة قطار الرياض
محطة قطار الرياض هي محطة سكة حديد تخدم مدينة الرياض بالمملكة العربية السعودية. من الطرف الشرقي لخط الدمام - الرياض.
تم تصميم المحطة من قبل المهندس المعماري الإيطالي «لوسيو باربيرا» في عام 1978، وافتتحت للخدمة العامة في عام 1981. تصميم محطة مستوحى من الهندسة المعمارية لبعض المساجد على طول البحر الأبيض المتوسط. يضم المبنى اللوبي الرئيسي الذي يمتد من جناحين. السقف مصنوع من عوارض سابقة التجهيز. يستخدم طراز المبنى وزخارفه عناصر مثل الفتحات المثلثية لبناء النوافذ والأروقة والدّرايا ذات الدرجات المستطيلة، وهي عناصر مماثلة لعمارة نجد، وهي شائعة أيضا في العمارة العربية الأخرى. تحتوي المحطة على رواق رئيسي ومنطقة حجز التذاكر ومنطقة منصة.
تم تصميم جميع المحطات في الرياض والدمام والهفوف من قِبل المعماري الإيطالي «لوسيو باربيرا».